# Acanthemblemaria paula
Acanthemblemaria paula är en fiskart som beskrevs av Johnson och Brothers, 1989. Acanthemblemaria paula ingår i släktet Acanthemblemaria och familjen Chaenopsidae. Inga underarter finns listade i Catalogue of Life.